# タニシK
タニシK（タニシケー）は日本の現代美術アーティスト。東京都生まれ。東京都在住。
架空の航空会社であるDIVAを立ち上げて、フライトアテンダントのコスチュームで電車内でワゴンサービスや乗客とコミュニケーションをとるパフォーマンス「フライト」を各地で開催。過去には東急東横線、東京メトロ銀座線、大阪市営地下鉄御堂筋線などの路線を始め、国内だけではなくソウルやバルセロナの地下鉄でフライトを行っている。